# Steven Cummings

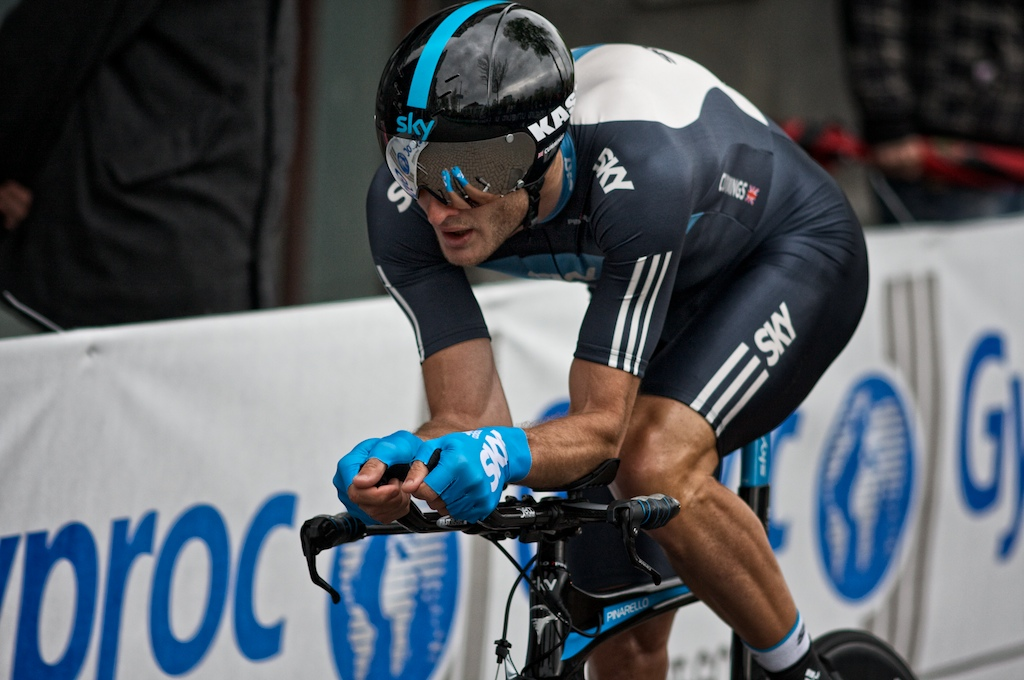
Steve Cummings al Giro d'Itàlia de 2010.

Steven Cummings (Wirral, Merseyside, 19 de març de 1981) és un ciclista anglès, professional des del 2005. Actualment corre al Dimension Data.
Bon rodador, és especialista en el ciclisme en pista, modalitat en la qual ha aconseguit els seus èxits esportius més importants. El 2004 guanyà la medalla de plata als Jocs Olímpics d'Atenes en persecució per equips, junt amb Robert Hayles, Paul Manning i Bradley Wiggins. El 2005 es proclamà campió del món de la mateixa prova.
En carretera destaca la seva victòria a una etapa de la Volta a Espanya de 2012, i la general de la Volta a la Gran Bretanya de 2016. El 2017 es proclamà campió nacional en ruta i en contrarellotge.

## Palmarès en pista
- 2004
  -  Medalla de plata als Jocs Olímpics d'Atenes en persecució per equips, junt amb Robert Hayles, Paul Manning i Bradley Wiggins
- 2005
  -  Campió del món de persecució per equips, amb Robert Hayles, Paul Manning i Chris Newton
- 2006
  -  Medalla d'or en la prova de persecució per equips dels Jocs de la Commonwealth, amb Robert Hayles, Paul Manning i Chris Newton

### Resultats a laCopa del Món
- 2004-2005
  - 1r a Manchester, en Persecució per equips
- 2007-2008
  - 1r a Sydney i Pequín, en Persecució per equips

## Palmarès en ruta
- 2008
  - 1r a la Coppa Bernocchi
  - Vencedor d'una etapa del Giro de la Província de Reggio de Calàbria
- 2009
  - Vencedor de la Challenge 3 del Giro del Cap
- 2011
  - Vencedor d'una etapa a la Volta a l'Algarve
- 2012
  - Vencedor d'una etapa a la Volta a Espanya
  - Vencedor d'una etapa del Tour de Pequín
- 2014
  - 1r al Tour del Mediterrani i vencedor d'una etapa
- 2015
  - 1r al Trofeu Andratx–Mirador d'Es Colomer
  - Vencedor d'una etapa al Tour de França
- 2016
  - 1r a la Volta a la Gran Bretanya
  - Vencedor d'una etapa al Tour de França
  - Vencedor d'una etapa a la Tirrena-Adriàtica
  - Vencedor d'una etapa a la Volta al País Basc
  - Vencedor d'una etapa al Critèrium del Dauphiné
- 2017
  -  Campió del Regne Unit en ruta
  -  Campió del Regne Unit en contrarellotge

### Resultats al Giro d'Itàlia
- 2008. 96è de la classificació general
- 2010. 55è de la classificació general
- 2013. 149è de la classificació general

### Resultats al Tour de França
- 2010. 151è de la classificació general
- 2012. 95è de la classificació general
- 2015. 86è de la classificació general. Vencedor de la 14a etapa
- 2016. 140è de la classificació general. Vencedor de la 7a etapa
- 2017. 141è de la classificació general
- 2019. 129è de la classificació general

### Resultats a la Volta a Espanya
- 2012. 156è de la classificació general. Vencedor de la 13a etapa
- 2015. 102è de la classificació general
- 2018. 124è de la classificació general